# Dominiczyn
Dominiczyn – wieś w Polsce położona w województwie lubelskim, w powiecie włodawskim, w gminie Stary Brus.
| SIMC    | Nazwa    | Rodzaj    |
| ------- | -------- | --------- |
| 0108520 | Helenin  | kolonia   |
| 1025775 | Podlasie | część wsi |

W latach 1975–1998 miejscowość administracyjnie należała do województwa chełmskiego.
Wieś jest sołectwem w gminie Stary Brus. Według Narodowego Spisu Powszechnego z roku 2011 wieś liczyła 250 mieszkańców.
Wieś należy do Kościół łaciński rzymskokatolickiej parafii św. Andrzeja Boboli w Wytycznie.